# Alfred Jarry
Alfred Jarry, född 8 september 1873 i Laval, Mayenne, död 1 november 1907 i Paris, Île-de-France, var en fransk författare och dramatiker. 

## Biografi
Alfred Jarry växte upp hos modern efter föräldrarnas skilsmässa. I början av 1890-talet kom han till Paris där han rörde sig i kretsen runt förlaget Mercure de France som gav ut hans första dikter i sin tidning med samma namn. Han har bland annat skrivit Kung Ubu (1896) som är en dramatisering om far Ubu som tillsammans med mor Ubu tar över ett land någonstans runt Polen och sedan styr detta som envåldshärskare.
Pjäsens huvudfigur, den snikne och elake far Ubu, är en nidfigur som Alfred Jarry sammanställde efter en mängd folkliga grotesker och skämtfigurer som florerade i den folkliga karnevalkulturen under Jarrys tid och århundradena innan. Texterna om Ubu, Kung Ubu, Den fjättrade Ubu med flera, baserar sig på pjäser som cirkulerade bland eleverna i Jarrys gymnasium och drev med deras gamle fysiklärare, en riktigt elak och isterbuksförsedd domptör. François Rabelais var en av Jarrys främsta förebilder.
Alfred Jarry lanserade även en egen vetenskap, patafysiken, läran om undantagen eller de inbillade lösningarnas vetenskap.
Några av Jarrys texter är samlade i Sture Pyks översättning i boken Far Ubus läsebok: texter av Alfred Jarry. Pyk har även försett boken med ett femtio sidor långt förord. I nyutgåvan finns också Övermannen (Le sûrmale), i Magnus Hedlunds översättning, samt ett antal texter i Claes Hylingers patafysiska antologi Segla i ett såll.
Ett ofta använt citat av Jarry är "Varför påstår varenda människa att ett fickur är runt, vilket bevisligen är falskt, alldenstund det sett i profil bildar en smal, elliptisk rektangel, och varför i helvete har man lagt märke till formen bara för det ögonblick urtavlan var intressant?". Citatet återfinns bland annat i Johan Asplunds bok Om undran inför samhället.
André Breton tog med utdrag ur flera av Jarrys verk i sin antologi om svart humor, Anthologie de l'humour noir (1940).